# One Lujiazui
One Lujiazui, antiguamente conocido como Development Tower, es un rascacielos situado en Shanghái, China. Es uno de los edificios más alto de Shanghái. Completado en 2008, la torre tiene una altura de 269 metros. El rascacielos de cristal es usado principalmente como un edificio de oficinas, aunque también ofrece 6 000 metros cuadrados de espacio residencial. One Lujiazui está localizado en las inmediaciones del Parque Central Lujiazui, cerca del Río Huangpu. El edificio fue diseñado por Tomohiko Yamanashi / Nikken Sekkei (Japón).